# Gabriele von Liechtenstein
Fürstin Gabriele von Liechtenstein (Gabriela Maria Anna Alexia; * 12. Juli 1692 in Wien; † 7. November 1713 in Brünn) war ein Mitglied des Hauses Liechtenstein.

## Biografie
Gabriele war die vierte Tochter des Fürsten Hans Adam I. von Liechtenstein (1657–1712) und dessen Gemahlin Erdmunda, geborene Gräfin von Dietrichstein (1662–1737). Nach dem Tod ihres Vaters erbte sie die mährischen Herrschaften Sternberg und Aussee. Am 1. Dezember 1712 heiratete sie in Wien Fürst Joseph von und zu Liechtenstein (1690–1732), Sohn des Fürsten Anton Florian von und zu Liechtenstein (1656–1721) und dessen Gemahlin Eleonore Barbara, geborene Gräfin von Thun und Hohenstein (1661–1723). Aus der Ehe ging ein Sohn hervor: Karl Anton (1713–1715). Ihre Mutter spielte bei der Heirat eine entscheidende Rolle, war sie es doch gewesen, die den Bräutigam ausgesucht hatte. Angesichts des angespannten Verhältnisses zwischen den Erben ihres Vaters, war diese Ehe durch ihre Mutter wohl überlegt worden. Den von ihrem Schwiegervater Anton Florian gegen die testamentarischen Bestimmungen ihres Vaters angestrengten Gerichtsprozessen, sollte durch die Heirat die Spitze genommen werden, hätten sie sich doch gegen die angeheirateten Besitzungen des eigenen Sohnes gerichtet.
Sie starb an den Folgen der Geburt ihres einzigen Kindes im Kindbett. Ihr Leichnam wurde nach Wranau überführt und in der Familiengruft bestattet. Ihre Grabstätte ist jedoch nicht mehr erhalten und gilt als verschollen. Die beiden mährischen Herrschaften erbte ihr Sohn.